# مجلس التقارير المالية
مجلس التقارير المالية (إف آر سي) هو هيئة تنظيمية مستقلة في المملكة المتحدة وإيرلندا، مسؤولة عن تنظيم مدققي الحسابات والمحاسبين والأكتواريين، ووضع قوانين حوكمة وإدارة شركات المملكة المتحدة. يسعى مجلس التقارير المالية إلى تعزيز الشفافية والنزاهة في الأعمال التجارية من خلال توجيه عمله نحو المستثمرين وغيرهم ممن يعتمدون على تقارير الشركة، وعمليات التدقيق، وإدارة المخاطر عالية الجودة.
في ديسمبر عام 2018، أوصت مراجعة مستقلة لمجلس التقارير المالية، بقيادة السير جون كينغمان، باستبدال المجلس بسلطة جديدة مختصة في التدقيق وإصدار التقارير والحوكمة، وقد اتّبعت الحكومة هذه التوصية فعلًا في مارس 2019.

## الهيكلية
مجلس التقارير المالية هو شركة محدودة بموجب الضمان، وممول من قبل ممارسي مهنة التدقيق، والذين يتعين عليهم المساهمة بموجب أحكام قانون الشركات لعام 2006، وممول أيضًا من قبل مجموعات أخرى تابعة إلى لائحة المجلس أو مستفيدة منها. يُعَيّن مجلس إدارته من قبل وزير الدولة لشؤون الأعمال والطاقة والاستراتيجية الصناعية. يلعب كل من المجلس والشركات التابعة له أدوارًا حاسمة في الإشراف على معايير حوكمة الشركات وتطويرها في المملكة المتحدة وجمهورية إيرلندا، مثل قانون حوكمة الشركات في المملكة المتحدة ومعايير صناعة المحاسبة.
يحصل المجلس على الدعم من قبل ثلاث لجان حوكمة، ولجنتين للأعمال، وثلاثة مجالس استشارية.

### لجان الحوكمة
- لجنة التدقيق
- لجنة الترشيحات
- لجنة الأجور

### لجان الأعمال
- لجنة المعايير والقوانين - تقدم المشورة لهيئة إدارة المجلس بشأن مسائل حوكمة الشركات، بما في ذلك التغييرات في قانون حوكمة الشركات في المملكة المتحدة وقانون الإدارة. وتقدم المشورة له أيضًا بشأن الخطة السنوية والميزانية واستراتيجية المجلس.
- لجنة السلوك - مسؤولة عن الإشراف على عمل المجلس في التشجيع على الإبلاغ عالي الجودة من الشركات. تشمل مسؤولياتها الإشراف على: مراقبة الهيئات المؤهلة والمشرفة المعترف بها؛ والتدقيق في مراجعات الجودة؛ ومراجعات تقارير الشركات؛ والانضباط المهني؛ وتنظيم المحاسبين والأكتواريين. تُدعَم لجنة السلوك من قبل ثلاث لجان أخرى، يشارك أعضاؤها، بمن فيهم الرؤساء، في لجنة السلوك:
- لجنة إدارة القضايا، والتي تشمل مهامها مراقبة وتوفير الرقابة فيما يتعلق بتحقيقات التنفيذ وإجراءات المحكمة؛
- لجنة مراجعة جودة التدقيق؛
- لجنة مراجعة تقارير الشركات، والتي تضمن اتساق وجودة أعمال المراقبة الخاصة بالمجلس.

### المجالس الاستشارية
- إبلاغ الشركات - تقدم المشورة إلى المدير التنفيذي لمجلس التقارير المالية بشأن تطوير وصيانة ملاحظات الممارسة وبيانات الممارسات الموصى بها والإرشادات والمعايير ذات الجودة العالية والمتناسبة والفعالة لأعمال المحاسبة والإبلاغ السردي. تنطبق معايير المحاسبة على جميع الشركات والكيانات الأخرى التي تُعِد حسابات تهدف إلى توفير رؤية حقيقية وعادلة.
- التدقيق والضمان - على النحو الوارد أعلاه، ولكن لأعمال التدقيق والضمان.
- الأكتواري - على النحو الوارد أعلاه، ولكن للعمل الأكتواري الفني.

## الهيكلية السابقة
كان مجلس التقارير المالية يتضمن سابقًا ستّ هيئات عاملة:

### مجلس معايير المحاسبة
كان دور مجلس معايير المحاسبة (آي إس بي) هو إصدار المعايير المحاسبية في المملكة المتحدة وقد اعتُرف به لهذا الغرض بموجب قانون الشركات لعام 1985. وتولى مهمة وضع المعايير المحاسبية بدلًا من لجنة معايير المحاسبة (آي إس سي) في عام 1990.
ولكن، تولى مجلس التقارير المالية (إف آر سي) عمل مجلس معايير المحاسبة في 2 يوليو عام 2012. وبالتالي، أصبح مجلس التقارير المالية الآن السلطة المسموح لها إصدار معايير المحاسبة في المملكة المتحدة.

### هيئة مراجعة التقارير المالية
تأسست هيئة مراجعة التقارير المالية في عام 1990 كجهة تابعة لمجلس التقارير المالية في المملكة المتحدة. سعت هيئة مراجعة التقارير المالية إلى ضمان أنّ توفير المعلومات المالية من قبل الشركات الخاصة والعامة الكبيرة يتوافق مع متطلبات المحاسبة ذات الصلة مثل قانون الشركات لعام 1985.

### مجلس المحاسبة والانضباط الأكتواري
كان مجلس المحاسبة والانضباط الأكتواري الهيئة المستقلة للتحقيق وتأديب المحاسبين والأكتواريين في المملكة المتحدة. كان هذا المجلس معروفًا سابقًا باسم مجلس التحقيق والانضباط في المحاسبة وغير اسمه إلى مجلس المحاسبة والانضباط الأكتواري في 16 أغسطس 2007. وضع مخطط مجلس المحاسبة والانضباط الأكتواري الإطار والشروط القانونية للمشاركة بينه هو وهيئات المحاسبة المشاركة، أمثال: معهد المحاسبين القانونيين في إنجلترا وويلز، ورابطة المحاسبين القانونيين المعتمدين، والمعهد القانوني للمحاسبين الإداريين، والمعهد القانوني للمالية العامة والمحاسبة، ومعهد المحاسبين القانونيين في إيرلندا، ومعهد المحاسبين القانونيين في اسكتلندا.
اعتبارًا من عام 2010، واجه مجلس المحاسبة والانضباط الأكتواري عبء عمل كبير تضمّن التحقيقات في سلوك الشركات المهنية، مثل شركة إرنست آند يونغ، التي قدمت الاستشارات شركات ليمان براذرز، وجيه بّي مورغان، وكونوت، وآيرو إنفنتري، وباي.

### هيئة الرقابة المهنية
كانت هيئة الرقابة المهنية عبارة عن هيئة تنظيمية متخصصة في مهن المحاسبة والتدقيق والأكتوارية في المملكة المتحدة. وكانت جزءًا من مجلس التقارير المالية، وهو المنظم المستقل لحوكمة الشركات والإبلاغ في المملكة المتحدة.
كان الغرض المعلن للهيئة هو دعم هدف مجلس التقارير المالية في كسب ثقة المستثمرين والعامة في الإدارة المالية لمنظمات الأعمال. توفر الهيئة ضمانًا بأن هيئات المحاسبة المهنية تضع المعايير بشكل صحيح وتفرض الانضباط على أعضائها، وذلك وفقًا لقانون الشركات لعام 2006 والمتطلبات القانونية الأخرى. أجرت هيئة الرقابة المهنية عمليات تفتيش نيابة عن مجلس التقارير المالية، ولكن في حال اكتشاف أي تقصيرات، فلا يمكن فرض العقوبات إلا من قبل الهيئات المهنية. لم يكن لدى هيئة الرقابة المهنية القدرة على قلب أي قرار يتخذه المجلس  في قضية أو على توجيه الطريقة التي يجب أن يتعامل بها المجلس مع القضية.
استخدمت الهيئة أيضًا وحدة فحص التدقيق (آي أي يو) التي تشرف على منظمات التدقيق وتقدم توصيات بشأن الإجراءات التنظيمية المناسبة من قبل السلطات الحكومية والمهنية. وكجزء من إشرافها على مهنة الأكتوارية، راقبت الهيئة أنشطة المنظمات الأكتوارية فيما يتعلق بالتعليم، والانضباط، والمعايير الأخلاقية، والتطوير المهني المستمر لأعضائها. وسعت الهيئة إلى توفير إطار لتقييم جودة وفعالية العمل الأكتواري.
قبل 5 مايو 2006، كان الهيئة تُعرف باسم هيئة الرقابة المهنية للمحاسبة. يعكس تغيير الاسم مسؤولية الهيئة الإضافية في الإشراف على المهنة الأكتوارية بدءًا من ذلك التاريخ.
في عام 2011، نشرت الهيئة معلومات لأول مرة عن التقصيرات في التنظيم الذاتي لمؤسسات معينة. ألقت التقارير الصحفية الضوء على التعليقات حول رابطة المحاسبين القانونيين المعتمدين، والتي نفذت التوصيات الهادفة لتحسين منهجها الامتحاني، ولكنها كانت بحاجة إلى إيلاء اهتمام أكبر للمراقبة المستمرة للأعضاء الذين تسجلوا كمدققين قبل بضع سنوات.
ضمت الهيئة أعضاءً من خلفيات مختلفة. واعتبارًا من عام 2011، أصبح بول جورج هو المدير، وجون كيلاس رئيسًا مؤقتًا عقب وفاة السيدة باربرا ميلز.

### هيئة ممارسات التدقيق
تأسست هيئة ممارسات التدقيق المحدودة في الأصل عام 1991 كلجنة تابعة للجنة الاستشارية لهيئات المحاسبة، لتحمل المسؤولية داخل كل من إيرلندا والمملكة المتحدة في وضع معايير للمراجعة والتدقيق بهدف تعزيز ثقة العامة في عملية التدقيق وجودة خدمات التدقيق ومدى ملاءمتها للمصلحة العامة. في عام 2002، أُعيد تأسيس الهيئة تحت رعاية مؤسسة المحاسبة، وبعد مراجعة حكومة المملكة المتحدة، أصبحت تحت رعاية مجلس التقارير المالية. ظل هدفها كما هو، ولكن صلاحيتها توسعت لتشمل مسؤولية وضع المعايير الخاصة بنزاهة وموضوعية واستقلال مدققي الحسابات.